# Dichaea elianae
Dichaea elianae é uma espécie de orquídea (Orchidaceae) originária do Brasil, descrita na revista cientifica Richardiana.

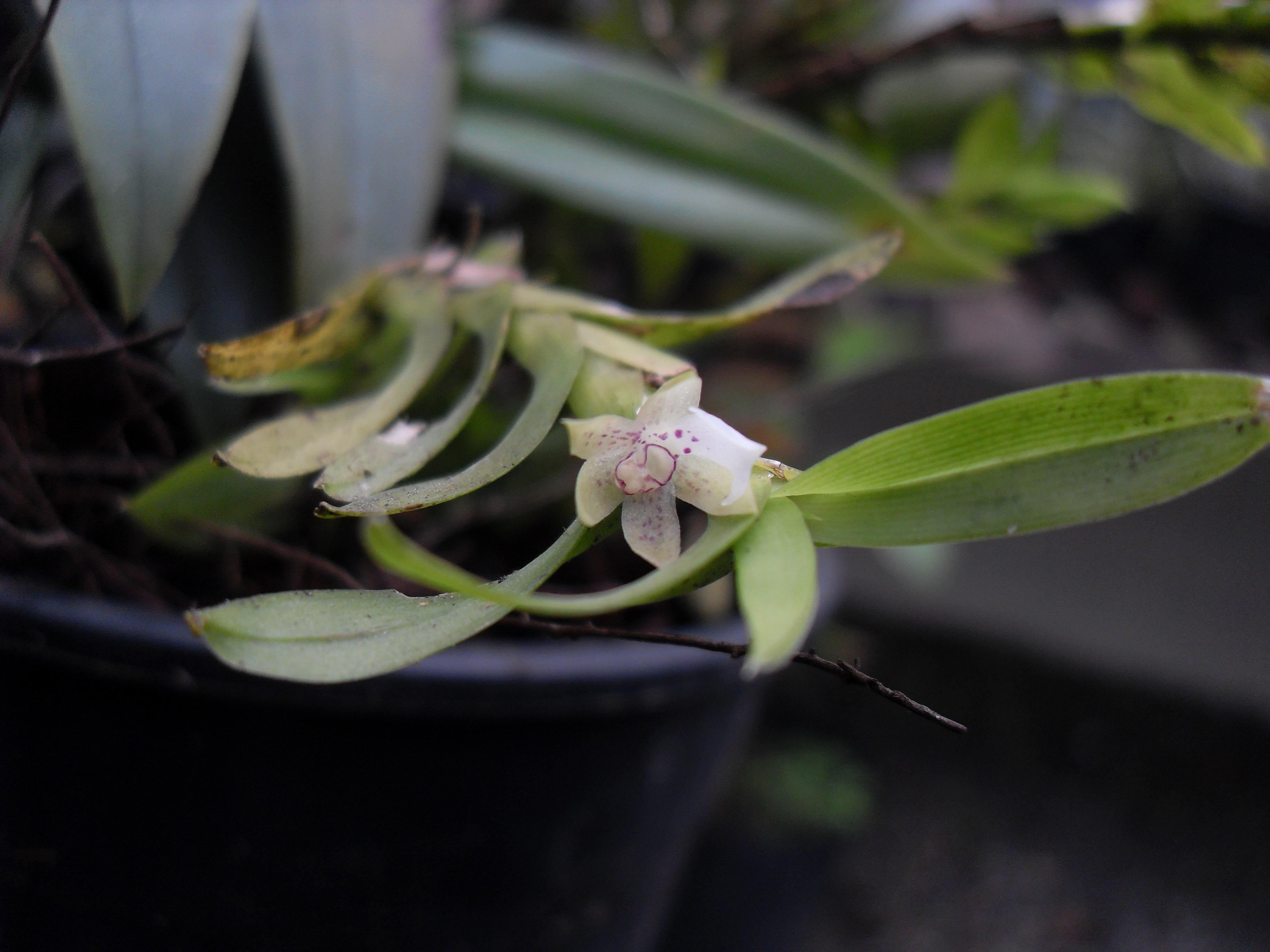